# Szofijivka dendrológiai park
A Szofijivka dendrológiai park (ukránul: Національний дендрологічний парк «Софіївка», Nacionalnij dendrolohicsnij park «Szofijivka») arborétum Ukrajna Umany városában. Az Ukrán Nemzeti Tudományos Akadémia kutatóintézeteként is működik. 2000-ben felkerült az UNESCO világörökségi javaslati listájára.

## Története
A 180 hektáron elterülő arborétumot eredetileg Stanisław Szczęsny Potocki lengyel gróf hozta létre felesége, a szépsége miatt Európa-szerte híres Zofia Potocka születésnapjára és 1802-ben adta át. A görög és római mitológia elemeit felhasználó, romantikus park építése Zofia ötlete volt. A park 1832-ig a Potocki család tulajdona volt, majd elkobozták. 1929-ben „nemzeti park” státust kapott, 1955-ig különféle minisztériumok alá tartozott. 1955-ben állami rendelettel az Ukrán Tudományos Akadémia alá rendelték. A park területén több mint 2000 növényfaj él, 108 műemlék és műalkotás található. 1984-ben kisbolygót neveztek el a parkról. 2007-ben bekerült Ukrajna hét csodája közé.

## Galéria

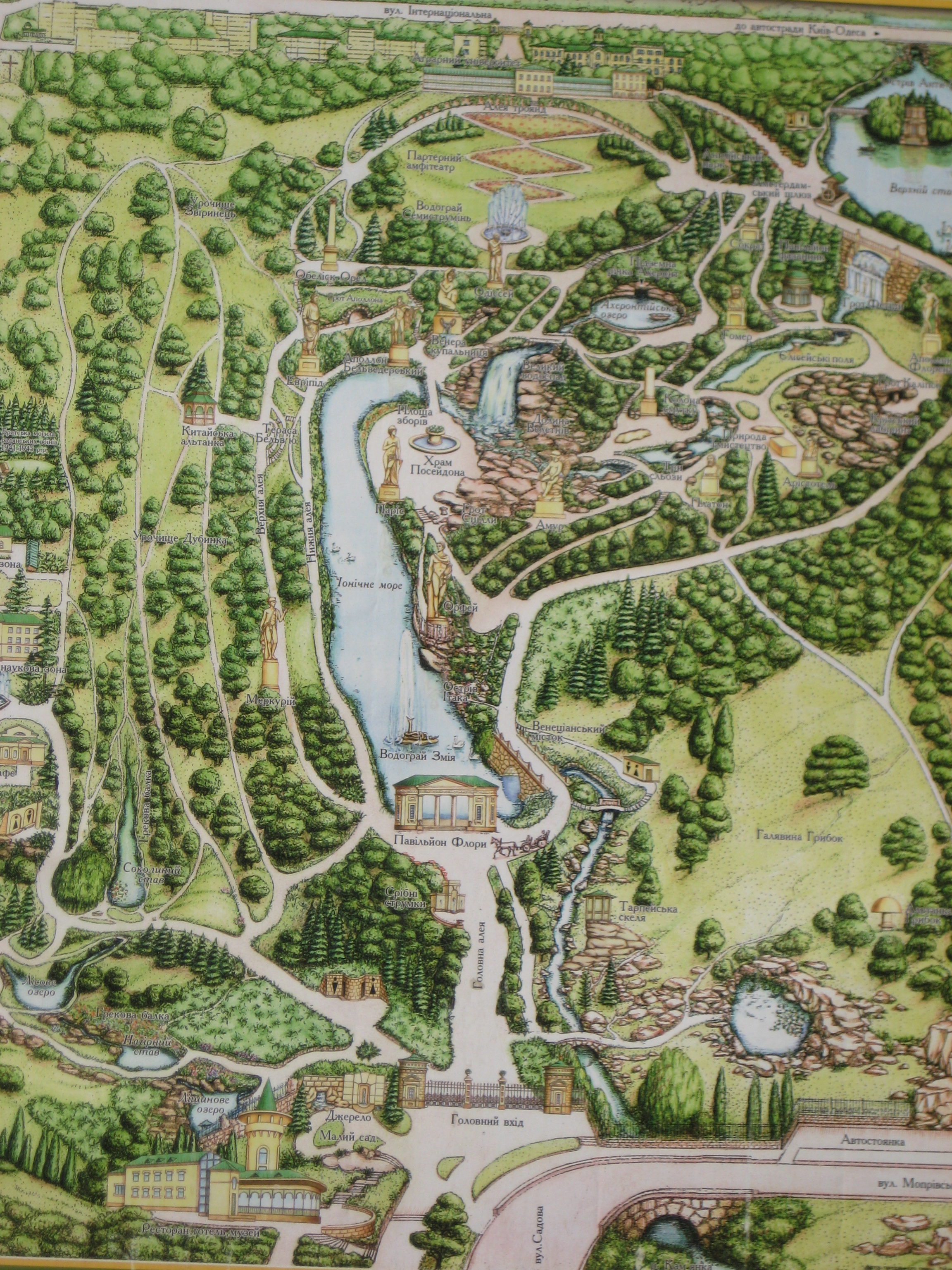
A park rajza
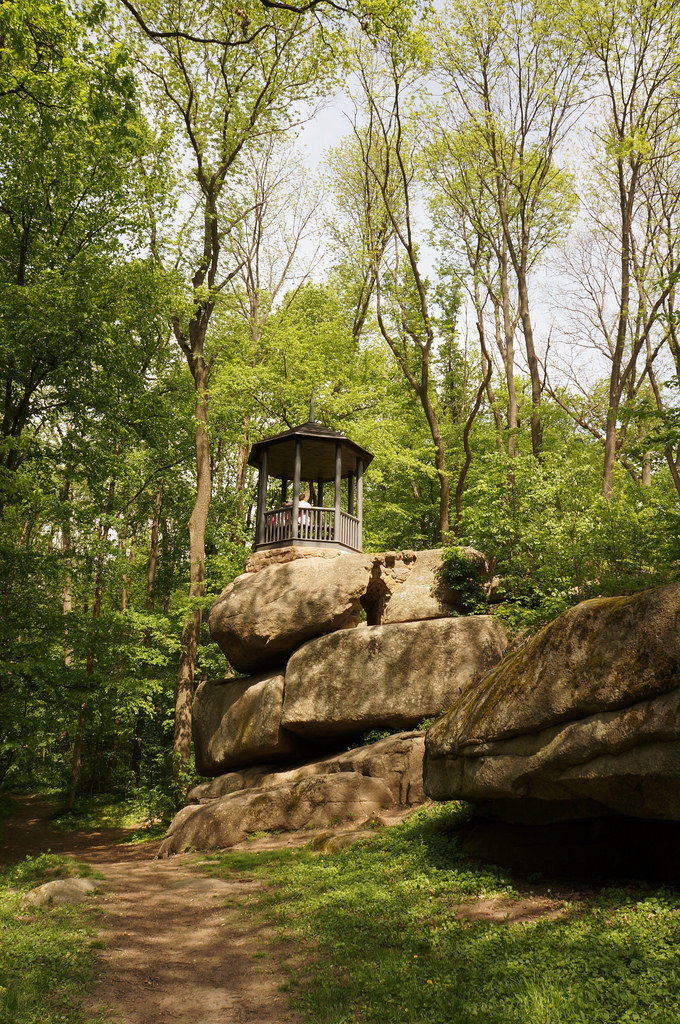
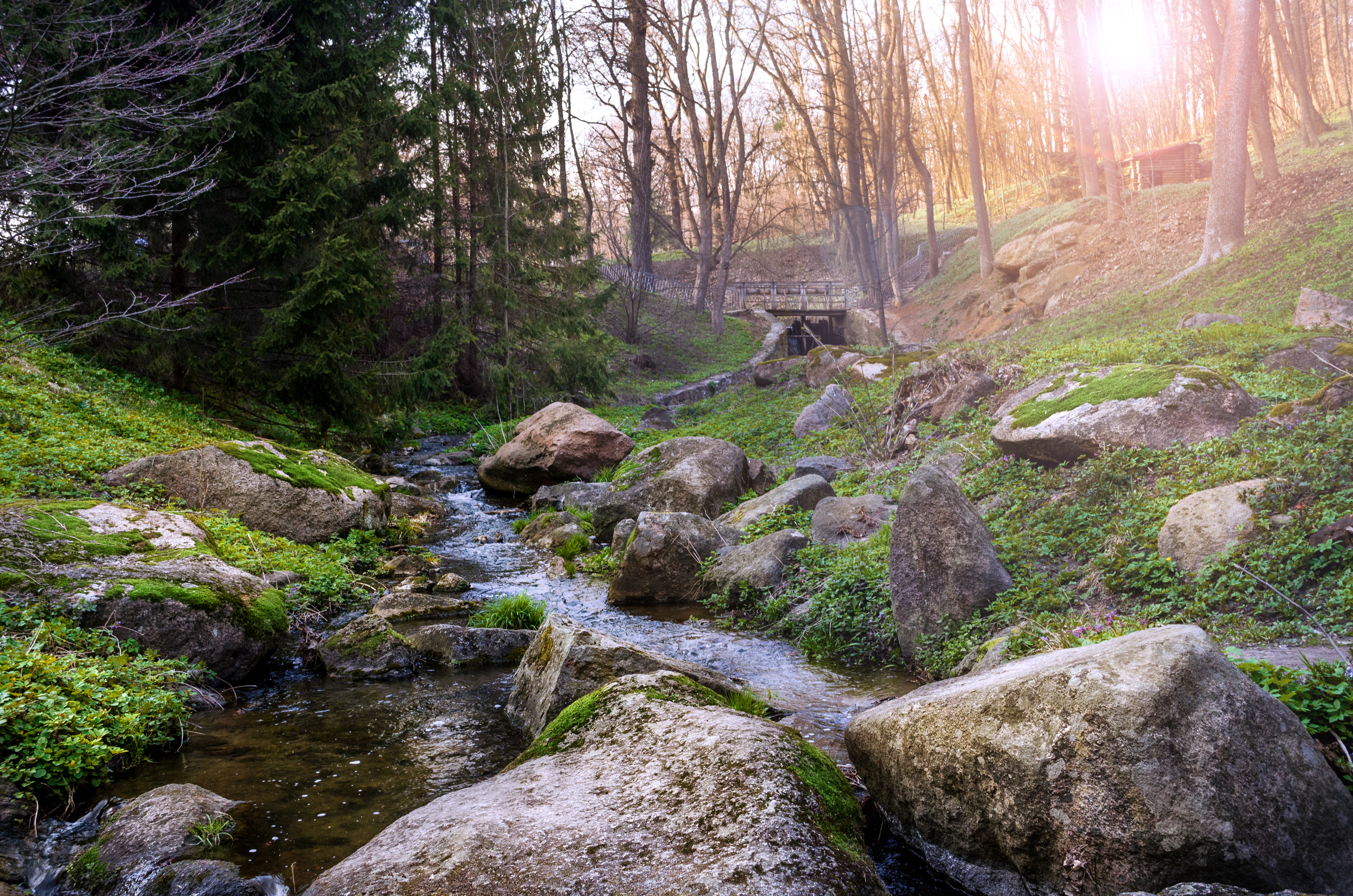
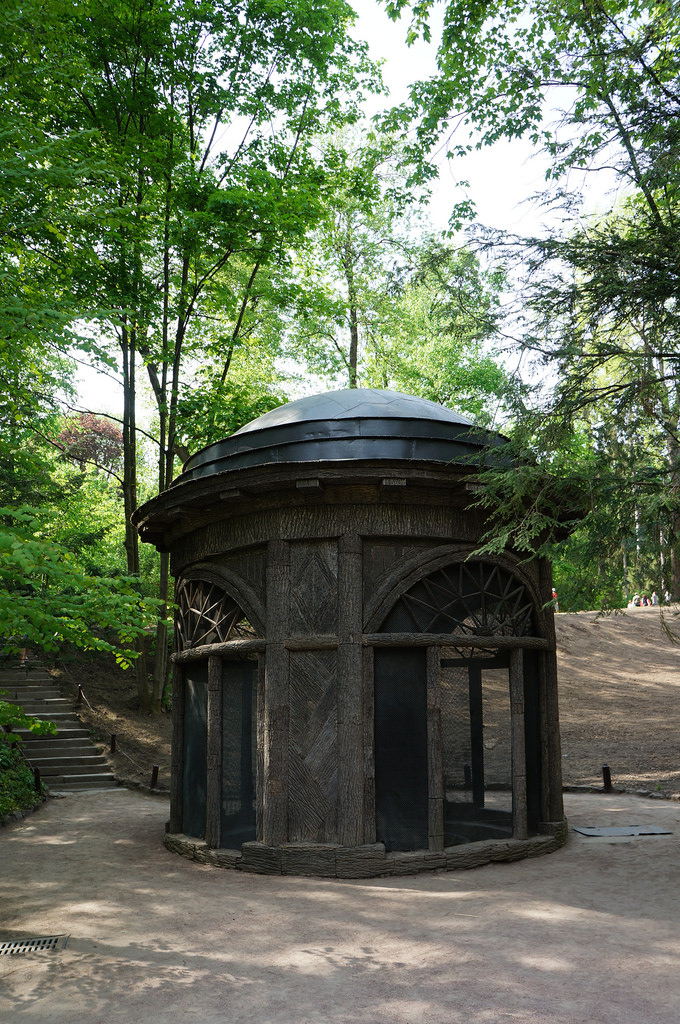